# L’amour masqué
L'amour masqué es una comédie musicale) en tres actos con música de André Messager y libreto en francés de Sacha Guitry, basado en la obra de Ivan Caryll. Se estrenó en el Théâtre Edouard VII, París, el 15 de febrero de 1923. Esta ópera rara vez se representa en la actualidad; en las estadísticas de Operabase aparece con sólo 6 representaciones en el período 2005-2010.

## Personajes
| Personaje              | Tesitura      | Reparto del estreno, 29 de septiembre de 1928 (Director: André Messager) |
| ---------------------- | ------------- | ------------------------------------------------------------------------ |
| Lui                    | papel hablado | Sacha Guitry                                                             |
| Le baron               | barítono      | André Urban                                                              |
| L'interprète           | barítono      | Louis Maurel                                                             |
| Un monsieur            | barítono      | Henry Garat                                                              |
| Le Maharadjah de Hounk | barítono      | Pierre Darmant                                                           |
| Elle                   | soprano       | Yvonne Printemps                                                         |
| Première servante      | soprano       | Marthe Ferrare                                                           |
| Deuxième servante      | soprano       | Marie Dubas                                                              |
| Une dame               | soprano       | Reine Bernede                                                            |
| Une dame               | soprano       | Suzanne Duplessis                                                        |
| Une dame               | soprano       | Duval                                                                    |